# محمد شهيد (لاعب هوكي الحقل)
محمد شهيد (بالهندية: मोहम्मद शाहिद؛ بالإنجليزية: Mohammed Shahid) هو لاعب هوكي الحقل هندي، ولد في 14 أبريل 1960 في فاراناسي في الهند، وتوفي في 20 يوليو 2016 في جورجاون في الهند.

## وصلات خارجية
- محمد شهيد على موقع اللجنة الأولمبية الدولية (الإنجليزية)
- محمد شهيد على موقع أوليمبيديا (الإنجليزية)